# Erektionszentrum
Das Erektionszentrum ist ein parasympathisches Zentrum in den Rückenmarksegmenten S2-S5. Es dient ausschließlich der Erektionssteuerung des Penis.
Bei einer Erektion werden vom Gehirn Signale an das Erektionszentrum gesendet. Vom Erektionszentrum werden Nervenimpulse an den Penis gesendet, die eine Erschlaffung der glatten Schwellkörpermuskulatur bewirken.